# 薭田親王
薭田親王（ひえだしんのう）は、光仁天皇の第三皇子。位階は三品。

## 経歴
宝亀元年（770年）父・白壁王の即位（光仁天皇）に伴い三世王から一世王となり親王宣下される。宝亀4年（773年）には皇太子であった兄弟の他戸親王が廃され、藤原式家の藤原百川らの推挙により光仁天皇の第一皇子・山部親王（のち桓武天皇）が新たな皇太子として冊立されたが、藤原京家の藤原浜成は母親（尾張女王）が皇族出身であるとして薭田親王を推挙していたという。宝亀6年（775年）四品に叙せられる。
天応元年（781年）4月に兄・桓武天皇の即位に伴い三品に昇叙されるが、同年12月17日薨去。享年31。
木本好信は具体的な証拠があるわけではないので「臆説」であると断りを入れつつも、薭田親王の薨去の6日後に父の光仁太上天皇が亡くなっていること、藤原浜成が親王が皇位継承に相応しいと考えていた逸話の存在から、桓武天皇が父である光仁太上天皇の崩御が時間の問題となる中で自らの皇位への脅威となる親王の死に何らかの形で関わっていた可能性及び親王の死から2か月後に発生する氷上川継の乱の一因となった可能性を指摘している。

## 官歴
『続日本紀』による。
- 宝亀6年（775年） 2月22日：四品
- 天応元年（781年） 4月15日：三品。12月17日：薨去（三品）

## 系譜
- 父：光仁天皇
- 母：尾張女王（湯原親王の娘）
- 生母不詳の子女
  - 男子：高橋王[3]
  - 男子：
  - 男子：
  - 四男：葛野王（779-808）[4]
  - 男子：平野王（781-829）?